# Nika Shakarami
Nika Shakarami (2 d'octubre del 2005 – 20 de setembre del 2022) va ser una jove iraniana que presumptament va desaparéixer a Teheran durant les protestes iranianes del 2022 després de la mort de Mahsa Amini. La seua família va ser informada de la seua mort deu dies després. Havia mort en circumstàncies sospitoses de les quals se sospitava d'implicar violència per part de les forces de seguretat. Després que la seua família identifiqués el seu cos, van fer els arranjaments per enterrar-la a Khorramabad, però el cos va ser robat per les autoritats iranianes i, en canvi, va ser enterrat a Hayat Ol Gheyb, segons es diu per exercir influència sobre la seua família i evitar una processó fúnebre que podria ser el catalitzador de noves protestes.
Les autoritats iranianes van negar la seua implicació, van difondre diverses històries contradictòries sobre el que li havia passat i, suposadament, van coaccionar alguns dels seus familiars a donar suport a aquestes narracions. La mort de Shakarami i els intents de repressió del govern pel que fa a la informació sobre el seu destí van ser àmpliament divulgats als mitjans internacionals i van avivar encara més les protestes en curs.

## Biografia
Nika Shakarami va néixer el 2 d'octubre de 2005 a la província de Lorestan. Tenia vincles familiars amb Khorramabad, al sud-oest de l'Iran, la ciutat que havia estat la ciutat natal del seu pare. Era la segona filla de la família. Shakarami vivia amb la seua tia a Teheran, la capital de l'Iran, on es va traslladar després de la mort del seu pare, i treballava en una cafeteria.

### Desaparició i mort
Shakarami va participar en les protestes del setembre de 2022, provocades per la mort de Mahsa Amini sota custòdia policial i amb l'objectiu d'augmentar els drets de les dones a l'Iran. Shakarami va desaparéixer després d'estar protestant al bulevard Keshavarz de Teheran el 20 de setembre. Havia sortit de casa cap a les 13:00 i va portar amb ella una ampolla d'aigua i una tovallola com a protecció contra els gasos lacrimògens. Al principi va dir a la seua família que anava a visitar la seua germana.
Shakarami va ser "valenta" durant la protesta i va continuar cantant consignes. Segons la seua família, la seua darrera comunicació coneguda va ser un missatge enviat a un dels seus amics en el qual deia ser perseguida per les forces de seguretat. Pel que sembla, s'havia separat dels seus amics a mesura que les protestes es feien més multitudinàries i més fortes. Els seus amics la van veure per última vegada cap a les 15:00. La nit del 20 de setembre, es van suprimir els comptes de Telegram i Instagram de Shakarami i el seu telèfon es va apagar.
Després de no saber res d'ella, la seua família va presentar la denúncia per desaparició i va començar a buscar a comissaries i hospitals. També van penjar fotografies d'ella a les xarxes socials amb l'esperança que algú la reconegués. Deu dies després se'ls va informar que algú amb característiques similars havia estat descobert durant els exàmens forenses dels manifestants morts i el seu cos es trobava a la morgue de Kahrizak, situada en un centre de detenció local. Els membres de la família de Shakarami no van poder veure el cos, només per mirar-li la cara durant uns segons amb finalitats d'identificació. Les autoritats els van informar que havia mort a conseqüència d'una caiguda des d'una gran alçada. Els van mostrar una fotografia del seu cos sense vida a una vorera per il·lustrar-ho, però van trobar que la imatge era sospitosa. La seua tia va afirmar en una entrevista que el nas de la Shakarami havia quedat completament destruït i que el seu crani s'havia "trencat i desintegrat per múltiples cops d'un objecte dur", potser una porra. A la família se li va dir que havia estat segrestada, detinguda i interrogada pel Cos de la Guàrdia Revolucionària Islàmica durant una setmana i que després havia estat detinguda durant un temps a la presó d'Evin, una presó que sovint ha estat acusada de violar i torturar presoners sistemàticament.
La família va transportar el cos de Shakarami a Khorramabad per ser enterrat, amb la intenció de celebrar la cerimònia el 2 d'octubre, que hauria estat el seu disseté aniversari. La família, però, afirma que les forces de seguretat els van pressionar perquè no celebraren un funeral i l'enterraran en silenci. La seua tia va desafiar aquesta pressió i va publicar a Twitter, convidant qualsevol persona interessada a unir-se a la celebració del seu "últim aniversari". Ella i l'oncle de Shakarami van ser arrestats poc després a casa el 2 d'octubre i altres membres de la família van ser amenaçats que l'executarien si participaven en les protestes. La resta de la família també va ser pressionada perquè acceptés no organitzar un funeral públic.
Tot i arribar a un acord que no hi hauria funeral, la família afirma a més que les autoritats van robar el cos i la van enterrar a Hayat Ol Gheyb, a uns 40 quilòmetres de distància, per tal d'evitar la publicitat i evitar que la seua tomba es convertís en un lloc de pelegrinatge per als manifestants. Les autoritats iranianes han utilitzat anteriorment els cossos dels manifestants morts per silenciar les seues famílies.

## Reaccions a la seua mort
Centenars de manifestants es van reunir al cementiri de Khorramabad el dia que s'hauria d'haver celebrat el funeral, estimulats pel robatori del seu cos. Els activistes van acusar el govern iranià d'abusar, torturar i matar a Shakarami. La notícia de la seua mort va provocar que noies de secundària s'uniren a les protestes antigovernamentals en gran nombre el 4 d'octubre, algunes traient-se simbòlicament el hijab desafiant el govern. David Gritten, de BBC News, va qualificar de "mostra de suport sense precedents" les col·legies que es van unir a les protestes. Un article de Miriam Berger a The Washington Post va descriure la mort de Shakarami i l'intent de les autoritats de tapar-la com "[donar als] manifestants un altre crit de manifestació".
La mort i el robatori del seu cos van rebre àmplia cobertura dels mitjans internacionals. També va ser àmpliament commemorada a les xarxes socials, on es va fer circular la seua foto i el seu nom que es va convertir en un hashtag utilitzat pel moviment pels drets de les dones. El 5 d'octubre, l'etiqueta s'havia piulat més de dos milions de vegades. El corresponsal de la BBC, Nafiseh Kohnavard, la va commemorar publicant un vídeo a Twitter de Shakarami dreta sobre un escenari, cantant i rient. La cançó cantada per Shakarami al clip és una antiga cançó d'amor iraniana de la pel·lícula Soltane Ghalbha (1968). La BBC també va compartir vídeos de Shakarami parlant a les protestes recents abans de la seua mort.

### Presumpta confessió forçada de l'oncle i la tia
La tia de Shakarami, Atash Shakarami, i l'oncle, Mohsen Shakarami, van ser arrestats a sa casa el 2 d'octubre de 2022 després de donar a conéixer la mort sospitosa de Nika a les xarxes socials, suposadament es van veure obligats a fer una confessió falsa dient que Nika s'havia suïcidat i les forces de seguretat no tenien implicació en la seua mort a través de la televisió estatal a les 8:30 del 5 d'octubre de 2022.
La televisió estatal iraniana va emetre entrevistes o "una confessió" en què la tia i l'oncle de Shakarami "corroboraven" la narrativa del govern. Durant la confessió o l'entrevista, la seua tia va declarar que Shakarami havia caigut d'un terrat i el seu oncle va lamentar la mort brutal i sospitosa, però també va expressar el dubte que les autoritats foren responsables, citant obstacles religiosos i legals, en el seu lloc va culpar de la radicalització de les xarxes socials i suggerint que ella havia estat assassinada per manifestants de Lorestan que volien inspirar més protestes al mateix Lorestan. En resposta a les seues anteriors declaracions antigovernamentals de la tia, que abans havia acusat fermament de la seva mort a les autoritats, ell la va definir com "no una persona política". També va afirmar que enterrar Shakarami a Veysian més que a Teheran havia estat l'opció de la família a causa de la preocupació que "el seu assassí" estigués a Teheran i pogués pertorbar la cerimònia.
Immediatament es van posar dubtes sobre la sinceritat d'aquestes entrevistes, ja que ambdós familiars havien acusat prèviament les autoritats d'estar darrere de la mort i havien estat detinguts recentment. L'entrevista es va gravar mentre encara estaven sota custòdia governamental. El vídeo de l'entrevista amb l'oncle també mostrava la silueta d'una persona fora de càmera a qui se sentia xiuxiuejar "Digues-ho, canalla!"
En una entrevista a BBC News, la mare de Shakarami va criticar els intents del govern d'encobrir la seua participació en la mort de Nika i va dir que les entrevistes realitzades amb el seu germà i la seua germana es van fer sota coacció. La mare va esmentar que ella i altres membres de la família també havien estat intimidats en un intent d'obligar-los a corroborar la narració oficial. Segons ella, havia vist un informe mèdic que mostrava que Shakarami havia mort el 20 de setembre, el mateix dia que va desaparéixer, a causa d'un traumatisme contundent al cap. Un certificat de defunció emés per un cementiri de Teheran també deia la jove va morir després de "múltiples ferides causades per cops amb un objecte dur".

### Reacció del govern
Les autoritats i el govern inicialment no van comentar públicament la mort de Shakarami. L'agència estatal de notícies iraniana Islàmic Republic News Agency va informar que les autoritats havien obert la seva pròpia investigació sobre la mort de Shakarami. El 4 d'octubre, l'agència de notícies Tasnim, una agència de notícies estretament associada amb el Cos de la Guàrdia Revolucionària Islàmica, va informar que Shakarami havia mort el 21 de setembre des d'un edifici i que vuit treballadors d'aquest edifici havien estat detinguts. Altres agències van fer afirmacions contradictòries de que ella mateixa s'havia suïcidat saltant de l'edifici. Les autoritats van fer servir un suïcidi semblant amb una narració saltant sobre la mort d'una altra jove de 16 anys, Sarina Esmailzadeh, que va morir, segons Amnistia Internacional, després de ser colpejada severament per la policia amb porres. L'Agència de Notícies Fars, propietat de l'estat, va publicar imatges de vídeo que suposadament mostraven Shakarami entrant a l'edifici, però la persona de les imatges no és identificable. Dariush Shahoonvand, fiscal de la província de Lorestan, va negar qualsevol delicte per part de les autoritats iranianes i va afirmar que l'adolescent havia estat soterrada al "el seu poble" i que "els enemics estrangers" eren els culpables de crear una "atmosfera tensa i temible" després de la seua mort, tot i que no va aprofundir més en què volia dir.